# Nghĩa Minh, Nghĩa Hưng
Nghĩa Minh là xã cũ thuộc huyện Nghĩa Hưng, tỉnh Nam Định, Việt Nam.

## Địa giới hành chính
Xã Nghĩa Minh nằm ở phía bắc của huyện Nghĩa Hưng, bên sông Nam Định.
- Phía đông giáp xã Nghĩa Thịnh, huyện Nghĩa Hưng;
- Phía nam giáp các xã Nghĩa Châu và Hoàng Nam, huyện Nghĩa Hưng;
- Phía tây giáp xã Yên Nhân, huyện Ý Yên (ranh giới tự nhiên là sông Nam Định);
- Phía bắc giáp các xã Yên Lộc và Yên Phúc, huyện Ý Yên (ranh giới tự nhiên là sông Nam Định).

## Hành chính
Năm 1964, thôn Đắc Thắng Hạ thuộc xã Nghĩa Minh được sáp nhập về xã Nghĩa Nam; các thôn Chương Nghĩa và Tràng Khê thuộc xã Nghĩa Minh về xã Nghĩa Châu; các thôn Đông Ba Thượng và Thượng Kỳ thuộc xã Nghĩa Hoàng về xã Nghĩa Minh (các xã Nghĩa Nam và Nghĩa Hoàng đến năm 1971 sáp nhập thành xã Hoàng Nam).
Năm 1974, thôn Bình A của xã Nghĩa Minh được sáp nhập vào xã Nghĩa Thịnh.